# Biashara United
El Biashara United es un equipo de fútbol de Tanzania que juega en la Liga tanzana de fútbol, la primera división nacional.

## Historia
Fue fundado en el año 2013 en la ciudad de Musoma luego de que un grupo de empresarios adquirieran al Police Mara SC (fundado en 1990), equipo que en ese entonces era de cuarta división.
En la temporada 2017/18 logra el ascenso a la Liga tanzana de fútbol luego de que se expandiera la cantidad de equipos en la primera división.
Tras varias temporadas en la primera división logra la clasificación a la Copa Confederación de la CAF 2021-22, su primer torneo internacional, en donde es eliminado en la segunda ronda por el Al Ahli Tripoli de Libia.

## Participación en competiciones de la CAF
| Temporada | Torneo                       | Ronda | Club            | Casa | Visita | Global |
| --------- | ---------------------------- | ----- | --------------- | ---- | ------ | ------ |
| 2021/22   | Copa Confederación de la CAF | 1     | FC Dikhil       | 2-0  | 1-0    | 3-0    |
| 2021/22   | Copa Confederación de la CAF | 2     | Al Ahli Tripoli | 2-0  | 0-3    | 2-3    |